# Pavlina Nikaj
Pavlina Nikaj (ur. 15 maja 1931 w Korczy, zm. 14 października 2011 w Tiranie) – albańska piosenkarka, uważana za pionierkę albańskiej muzyki estradowej.

## Życiorys
Zadebiutowała na scenie w 1945, występując w jednym z chórów Korczy, a następnie w chórze, działającym przy Radiu Korcza. W 1950 rozpoczęła karierę zawodowej piosenkarki, początkowo występując z Zespołem Armii Albańskiej, a od 1957 z zespołem Teatru Estradowego w Tiranie. W tym ostatnim występowała ponad 20 lat. Wspólnie z Anitą Take występowała przez wiele lat w duecie Nikaj-Take, śpiewając na koncertach i przy okazji świąt państwowych. W jej repertuarze znajdowały się piosenki ludowe, a także współczesna muzyka rozrywkowa. Długą karierę zakończyła w 1986 recitalem na scenie Teatru Estradowego w Tiranie.
W 2005 została uhonorowana srebrnym Orderem Naima Frasheriego, a także tytułem Zasłużonego Obywatela Tirany.

## Single
- Udhët e lumturisë
- S’të harroj
- Kënga ime të kushtohet ty
- Kujtim i shtrenjtë
- Trëndafil mos u zemëro